# 夢 '91 Akina Nakamori Special Live
夢 '91 Akina Nakamori Special Live（ゆめ '91 アキナ・ナカモリ・スペシャル・ライブ）は、日本の歌手中森明菜のスペシャル・ライブ。このライブは1991年7月に幕張イベントホールにて全2公演開催した。その後、同ライブを収録したライブ・ビデオ『夢 '91 Akina Nakamori Special Live』が1992年7月25日にワーナーミュージック・ジャパンからリリースされた (VHS: WPVL-8128, LD: WPLL-8128)。

## 概要
夢 '91 Akina Nakamori Special Liveは、1991年7月27日と1991年7月28日の全2公演、幕張イベントホールで開催された中森のスペシャル・ライブである。本ライブでは、シングル曲をはじめ、スタジオ・アルバム『CRUISE』、『Cross My Palm』からの収録曲などが披露された。公演後の1991年8月11日 (16:00〜)には、フジテレビ系にて1991年7月27日の公演の模様が放送された。1991年11月28日には、本ライブのライブ・アルバム盤である『Listen to Me』がリリースされ、ライブ・アルバムの初回盤はMCを含む完全収録盤となった。
翌年の1992年7月25日、本ライブを収めたライブ・ビデオ『夢 '91 Akina Nakamori Special Live』がVHS (WPVL-8128)とレーザーディスク (WPLL-8128)の2形態で同時発売された。ライブ映像作品としては自身通算3作目で、ワーナー在籍時の中森のライブ映像としては本作が最後に収録された作品となった。歌詞カードは、ライブ・アルバム『Listen to Me』同様にオリジナルを掲載しているが、「忘れて…」の歌詞のみ本ライブ限定ヴァージョンで掲載された。この映像作品は、本ライブで披露したセットリストの全てを収録していない。

## セットリスト
| 1. Opening 2. 「難破船」 3. 「二人静 -「天河伝説殺人事件」より」 4. 「DESIRE -情熱-」 5. 「LA BOHÈME」 6. 「十戒 (1984)」 7. 「飾りじゃないのよ涙は」 8. 「TATTOO」 9. 「SAX SOLO〜SINGER」 10. 「Close Your Eyes」 11. 「LIAR」 12. 「乱火」 13. 「雨が降ってた…」 14. 「MY POSITION」 | 1. 「SOFT TOUCH」 2. 「THE LOOK THAT KILLS」 3. 「NO MORE」 4. 「Dear Friend」 5. 「CARIBBEAN」 6. 「アサイラム」 7. 「サザン・ウインド」 8. 「目をとじて小旅行」 9. 「スローモーション」 10. 「セカンド・ラブ」 11. 「北ウイング」 12. 「ミ・アモーレ〔Meu amor é･･･〕」 13. 「水に挿した花」 14. 「忘れて…」 |

## 収録曲
| #   | タイトル                             | 作詞       | 作曲           |
| --- | ------------------------------------ | ---------- | -------------- |
| 1.  | 「OPENING」                          |            | 千住明         |
| 2.  | 「難破船」                           | 加藤登紀子 | 加藤登紀子     |
| 3.  | 「二人静 -「天河伝説殺人事件」より」 | 松本隆     | 関口誠人       |
| 4.  | 「DESIRE -情熱-」                    | 阿木燿子   | 鈴木キサブロー |
| 5.  | 「LA BOHÈME」                        | 湯川れい子 | 都志見隆       |
| 6.  | 「十戒 (1984)」                      | 売野雅勇   | 高中正義       |
| 7.  | 「TATTOO」                           | 森由里子   | 関根安里       |
| 8.  | 「LIAR」                             | 白峰美津子 | 和泉一弥       |
| 9.  | 「乱火」                             | 大津あきら | 鈴木キサブロー |
| 10. | 「雨が降ってた…」                    | 岩里祐穂   | 上田知華       |
| 11. | 「Dear Friend」                      | 伊東真由美 | 和泉一弥       |
| 12. | 「CARIBBEAN」                        | 大西美帆   | 和泉一弥       |
| 13. | 「目をとじて小旅行」                 | 篠塚満由美 | 茂村泰彦       |
| 14. | 「スローモーション」                 | 来生えつこ | 来生たかお     |
| 15. | 「セカンド・ラブ」                   | 来生えつこ | 来生たかお     |
| 16. | 「北ウイング」                       | 康珍化     | 林哲司         |
| 17. | 「ミ・アモーレ〔Meu amor é･･･〕」    | 康珍化     | 松岡直也       |
| 18. | 「水に挿した花」                     | 只野菜摘   | 広谷順子       |
| 19. | 「忘れて･･･」                        | 中森明菜   | 羽佐間健二     |

## リリース履歴
| 発売日        | レーベル                       | 規格 | 品番          | 備考                                             |
| ------------- | ------------------------------ | ---- | ------------- | ------------------------------------------------ |
| 1992年7月25日 | ワーナーミュージック・ジャパン | VHS  | WPVL-8128     |                                                  |
| 1992年7月25日 | ワーナーミュージック・ジャパン | LD   | WPLL-8128     |                                                  |
| 2001年4月25日 | ワーナーミュージック・ジャパン | DVD  | WPB6-90013    | [ 11 ]                                           |
| 2001年11月7日 | ワーナーミュージック・ジャパン | DVD  | WPB6-90103    | [ 12 ]                                           |
| 2003年11月1日 | ワーナーミュージック・ジャパン | DVD  | WPBL-90016    | [ 13 ]                                           |
| 2004年11月3日 | ワーナーミュージック・ジャパン | DVD  | WPBL-90016    | [ 14 ]                                           |
| 2006年6月21日 | ワーナーミュージック・ジャパン | DVD  | WPBL-90066    | [ 15 ]                                           |
| 2007年1月24日 | ワーナーミュージック・ジャパン | DVD  | WPBL-90090〜4 | 『5.1オーディオ・リマスターDVDコレクション』より |
| 2014年6月18日 | ワーナーミュージック・ジャパン | BD   | WPXL-90076    |                                                  |

## 参照
1. 1 2 3  “〜夢〜 '91 Akina Nakamori Special Live <5.1 version> | 中森明菜 | ワーナーミュージック・ジャパン - Warner Music Japan”.  ワーナーミュージック・ジャパン. 2011年7月11日閲覧。
2. 1 2 3 4  『AKINA』（4×12cmCD）中森明菜、ワーナーミュージック・ジャパン、1993年11月10日。WPCL-770〜3。
3. 1 2 3 4  『Listen to Me』（2×12cmCD）中森明菜、ワーナーミュージック・ジャパン、1991年11月28日。WPCL-626〜7。
4. ↑  『CRUISE』（LP）中森明菜、ワーナー・パイオニア、1989年7月25日。25L1-80。
5. ↑  『Cross My Palm』（LP）中森明菜、ワーナー・パイオニア、1987年8月25日。L-12651。
6. ↑  “中森明菜 / リスン・トゥ・ミー [2CD] [限定] [CD] [アルバム] - CDJournal.com”.   音楽出版社. 2011年12月27日閲覧。
7. ↑  “中森明菜/〜夢〜’91・アキナ・ナカモリ・スペシャル・ライヴ [VIDEO他] - CDJournal.com”.   音楽出版社. 2011年12月27日閲覧。
8. ↑  “中森明菜/〜夢〜'91・アキナ・ナカモリ・スペシャル・ライヴ [VIDEO他] - CDJournal.com”.   音楽出版社. 2012年8月10日閲覧。
9. 1 2  『夢 '91 Akina Nakamori Special Live』（VHS）中森明菜、ワーナーミュージック・ジャパン、1992年7月25日。WPVL-8128。
10. ↑  『二人静 -「天河伝説殺人事件」より』（8cmCD）中森明菜、ワーナー・パイオニア、1991年3月25日。WPDL-4229。
11. ↑  “中森明菜/〜夢〜'91 Special Live [DVD] - CDJournal.com”.   音楽出版社. 2012年8月10日閲覧。
12. ↑  “〜夢〜 '91 AKINA NAKAMORI Special Live 中森明菜のプロフィールならオリコン芸能人事典”.  オリコン. 2012年8月10日閲覧。
13. ↑  “〜夢〜 '91 AKINA NAKAMORI Special Live 中森明菜のプロフィールならオリコン芸能人事典”.   オリコン. 2012年8月10日閲覧。
14. ↑  “[DVD] 〜夢〜 '91 AKINA NAKAMORI Special Live [期間限定生産] / 中森明菜 - Neowing”.   ネオ・ウイング. 2012年8月9日時点のオリジナルよりアーカイブ。2012年8月10日閲覧。
15. ↑  “中森明菜/〜夢〜'91 AKINA NAKAMORI Special Live 5.1 version [DVD] - CDJournal.com”.   音楽出版社. 2012年8月10日閲覧。
16. ↑  “中森明菜/5.1オーディオ・リマスターDVDコレクション〈5枚組〉 [DVD] - CDJournal.com”.   音楽出版社. 2012年8月10日閲覧。